# Palača Brutti
Palača Brutti (italijansko palazzo Brutti) je dvorec v Kopru. Zgrajena je bila v poznobaročnem slogu leta 1714 po načrtih arhitekta Giorgia Massarija. V njej je osrednja koprska knjižnica, poimenovana po knjižničarju in politiku Srečku Vilharju. 